# Air Data Inertial Reference Unit
L'Air Data Inertial Reference Unit, ou ADIRU, est un composant essentiel de l'Air Data Inertial Reference System, ou ADIRS, un système fournissant des informations sur la vitesse, l'altitude et les référents inertiels d'un aéronef équipé. On le rencontre sur de nombreux avions militaires et civils tels que l'Airbus A320, le Boeing 777 et les modèles d'avions de ligne plus récents produits par leurs constructeurs.
Une défaillance de ce système serait à l'origine de l'incident du vol Qantas 72 en 2008.